# Wang Yinhang
Wang Yinhang, född 15 februari 1977, är en friidrottare från Kina. Han deltog vid olympiska sommarspelen 2000.